# Anacroneuria debilis
Anacroneuria debilis is een steenvlieg uit de familie borstelsteenvliegen (Perlidae). De wetenschappelijke naam van de soort is voor het eerst geldig gepubliceerd in 1841 door Pictet.